# قاضي أباد (الريف الشرقي)
قاضي أباد (بالفارسية: قاضی‌آباد) هي منطقة سكنية تقع في إيران في قسم الريف الشرقي الريفي. يقدر عدد سكانها بـ 108 نسمة .